# Bouguirat
Bouguirat (în arabă بوقيراط) este o comună din provincia Mostaganem, Algeria.
Populația comunei este de 31.469 de locuitori (2008).